# Ak Bars Kazaň
Ak Bars Kazaň (rusky Ак Барс Казань) je profesionální ruský hokejový tým. Byl založen v roce 1956 a sídlí v Kazani v Tatarstánu. V současné době hraje tým Kontinentální hokejovou ligu (KHL). Jméno "Ak Bars" je odvozené ze symbolu Tatarstánu, v překladu jde o sněžného leoparda, tradiční symbol vztahující se k historii tatarských kmenů.

## Historie
Po založení v roce 1956 se klub jmenoval Mašstroj Kazaň. O dva roky později, kdy vstoupil do sovětské ligy, byl přejmenován na SC Uritskogo Kazaň. Tým pak mohl hrát v té nejlepší lize RSFSR. A nevedl si špatně, když v první polovině soutěže vyhrál 6 zápasů z 19. V druhé polovině se už mužstvu tolik nedařilo a sestoupilo.
Od té doby byl ale tým považován za jeden z nejsilnějších v druhé nejvyšší soutěži. Vedle toho měl nálepku nejproduktivnějšího mužstva, když v 60. a 70 letech střílel průměrně 4 branky na zápas. V této době dvakrát vyhrál sovětskou hokejovou ligu, v roce 1962 a 1976.
Nejúspěšnější období SK Uritskogo Kazaň bylo na konci 70. let a na začátku 80. let. Tým táhli hráči jako Sergej Stolbun, Gennadij Maslov, který utvořil v sezoně 1982/83 klubový rekord za 140 bodů v 76 zápasech, nebo Ravil Šavalejev, který byl považován za jednoho z nejlepších obránců, kteří kdy v tatarstánském klubu hráli. Během tohoto období byla Kazaň pravidelně mezi nejlepšími mužstvy nejvyšší sovětské hokejové ligy.
Po tomto úspěchu se klub přejmenoval v roce 1990 na Itil Kazaň a hrálo v Ruské superlize, tak se totiž od roku 1992 jmenovala ruská nejvyšší soutěž. V sezoně 1995/96 klub znovu změnil název, tentokrát do podoby jak ho známe dnes, tedy Ak Bars Kazaň, a začala další zlatá éra. V ročníku 1997/98 dokonce vyhrál celou superligu. Hráči sice nedosahovali takové produktivity, jako kdysi jejich předchůdci, ale mužstvo přesto v lize dominovalo. V roce 2000 a 2002 se dostalo až do finále. Během této éry se v klubu objevila jména jako Denis Archipov nebo Danis Zaripov.
Při výluce NHL v sezoně 2004/05 se tu objevilo 11 špičkových hráčů severoamerické soutěže, jako Alexej Kovaljov, Ilja Kovalčuk nebo Vincent Lecavalier a Dany Heatley. I přes toto hvězdné složení se tým nesehrál a skončil na čtvrtém místě a v prvním kole playoff s Lokomotivem Jaroslavl.
Od té doby Kazaň se ale v lize opět pohybovala na špici a v roce 2006 opět celou soutěž vyhrála především díky excelování Alexeje Morozova. Následující sezonu Kazaň zvítězila v 35 utkáních a nastřílela 214 gólů za 54 zápasů, nakonec prohrála ve finále s Metalurgem Magnitogorsk. Kazaň zářila hlavně díky řadě "ZZM", Sergej Zinovjev, Danis Zaripov a Alexej Morozov, což byla jedna z nejnebezpečnějších útočných formací v historii ligy. V kombinaci s veterány (Vladimir Vorobjov), nebo posilami (Ray Giroux, Petr Čajánek, Jukka Hentunen) byla Kazaň jedním z nejlepší týmů v lize. Často bylo vedení za tuto „sázku na hvězdy“ kritizováno.
Největšími rivaly Kazaně je Lokomotiv Jaroslavl a Salavat Julajev Ufa.

## Úspěchy
- Vítězství v Super six: 2007
- Vítězství v Kontinentálním poháru: 2007-08
- Vítězství v Ruské superlize: 1997/1998, 2005/2006
- Vítězství v Kontinentální hokejové lize (Gagarinův pohár) 2008/2009, 2009/2010

## Vývoj názvů týmu
- Mašstroj Kazaň (1956–1958)
- SK Uritskogo Kazaň (1958–1990)
- Itil Kazaň (1990–1995)
- Ak Bars Kazaň (od roku 1995)

## Přehled účasti v KHL
| Rusko                       |        |                                                                    |                     |
| Sezóny                      | Soutěž | Play off                                                           | Kapitán             |
| 2008/2009                   | KHL    | Finále (výhra 4:3 na zápasy s Lokomotiv Jaroslavl) Gagarinův pohár | Alexej Morozov      |
| 2009/2010                   | KHL    | Finále (výhra 4:3 na zápasy s HK MVD Balašicha) Gagarinův pohár    | Alexej Morozov      |
| 2010/2011                   | KHL    | Čtvrtfinále (prohra 1:4 na zápasy s Salavat Julajev Ufa)           | Alexej Morozov      |
| 2011/2012                   | KHL    | Čtvrtfinále (prohra 2:4 na zápasy s Traktor Čeljabinsk)            | Alexej Morozov      |
| 2012/2013                   | KHL    | Semifinále (prohra 3:4 na zápasy s Traktor Čeljabinsk)             | Alexej Morozov      |
| 2013/2014                   | KHL    | Osmifinále (prohra 2:4 na zápasy s HK Sibir Novosibirsk)           | Alexandr Burmistrov |
| 2014/2015                   | KHL    | Finále (prohra 1:4 na zápasy s SKA Petrohrad)                      | Alexandr Svitov     |
| 2015/2016                   | KHL    | Osmifinále (prohra 2:4 na zápasy s Salavat Julajev Ufa)            | Alexandr Svitov     |
| 2016/2017                   | KHL    | Semifinále (prohra 0:4 na zápasy s Metallurg Magnitogorsk)         | Alexandr Svitov     |
| 2017/2018                   | KHL    | Finále (výhra 4:1 na zápasy s CSKA Moskva) Gagarinův pohár         | Alexandr Svitov     |
| 2018/2019                   | KHL    | Osmifinále (prohra 0:4 na zápasy s Avangard Omsk)                  | Alexandr Svitov     |
| 2019/2020                   | KHL    | play off se nedohrálo do konce                                     | Danis Zaripov       |
| 2020/2021                   | KHL    | Semifinále (prohra 3:4 na zápasy s Avangard Omsk)                  | Danis Zaripov       |
| 2021/2022                   | KHL    | Osmifinále (prohra 2:4 na zápasy s Avangard Omsk)                  | bez kapitána        |
| 2022/2023                   | KHL    | Finále (prohra 3:4 na zápasy s CSKA Moskva)                        | Alexandr Radulov    |
| 2023/2024                   | KHL    | Osmifinále (prohra 1:4 na zápasy s Avtomobilist Jekatěrinburg)     | Alexandr Radulov    |
| 2024/2025                   | KHL    | Čtvrtfinále (prohra 2:4 na zápasy s HK Dynamo Moskva)              | Dmitrij Jaškin      |
| Zdroj na Eliteprospects.com |        |                                                                    |                     |

## Češi a Slováci v týmu
| Ročník                                                                   | Hráči ČR                               | Hráči SR                          | Linky |
| ------------------------------------------------------------------------ | -------------------------------------- | --------------------------------- | ----- |
| 2001/2002                                                                | Patrik Martinec                        | Jozef Daňo                        |       |
| 2002/2003                                                                | Jiří Hudler                            | nikdo                             |       |
| 2003/2004                                                                | Zdeněk Orct, Robert Kántor, Radek Duda | nikdo                             |       |
| 2004/2005                                                                | Jaroslav Hlinka, Tomáš Vlasák          | nikdo                             |       |
| 2005/2006                                                                | nikdo                                  | nikdo                             |       |
| 2006/2007                                                                | Jan Novák                              | nikdo                             |       |
| 2007/2008                                                                | Petr Čajánek                           | nikdo                             |       |
| 2008/2009                                                                | nikdo                                  | nikdo                             |       |
| 2009/2010                                                                | nikdo                                  | Roman Kukumberg - Gagarinův pohár |       |
| 2010/2011                                                                | nikdo                                  | Marcel Hossa                      |       |
| 2011/2012                                                                | Josef Straka                           | nikdo                             |       |
| 2012/2013                                                                | nikdo                                  | nikdo                             |       |
| 2013/2014                                                                | Tomáš Vincour , Jakub Petružálek       | nikdo                             |       |
| 2014/2015                                                                | od.16.12.2014 Petr Vrána               | nikdo                             |       |
| 2015/2016                                                                | nikdo                                  | Marek Ďaloga                      |       |
| 2016/2017                                                                | Jiří Sekáč, Michal Jordán              | nikdo                             |       |
| 2017/2018                                                                | Jiří Sekáč - Gagarinův pohár           | nikdo                             |       |
| 2018/2019                                                                | Jiří Sekáč                             | nikdo                             |       |
| 2019/2020                                                                | nikdo                                  | nikdo                             |       |
| 2020/2021                                                                | nikdo                                  | nikdo                             |       |
| 2021/2022                                                                | nikdo                                  | nikdo                             |       |
| 2022/2023                                                                | nikdo                                  | nikdo                             |       |
| 2023/2024                                                                | Dmitrij Jaškin                         | nikdo                             |       |
| 2024/2025                                                                | Dmitrij Jaškin                         | nikdo                             |       |
| 2025/2026                                                                | Dmitrij Jaškin                         | nikdo                             |       |
| Češi - Zdroj na Eliteprospects.com Slováci - Zdroj na Eliteprospects.com |                                        |                                   |       |